# Philagra cephalica
Philagra cephalica är en insektsart som beskrevs av William Lucas Distant 1909. Philagra cephalica ingår i släktet Philagra och familjen spottstritar. Inga underarter finns listade i Catalogue of Life.